# Fort Dodge (Iowa)
Fort Dodge – miasto w Stanach Zjednoczonych, w stanie Iowa, w hrabstwie Webster, nad rzeką Des Moines. Zgodnie ze spisem statystycznym z 2000 roku, miasto liczyło 25.136 mieszkańców.
W mieście rozwinął się przemysł spożywczy, chemiczny oraz materiałów budowlanych.